# Grey Goo
Grey Goo ist ein Science-Fiction Echtzeit-Strategiespiel entwickelt von Petroglyph Games, welches das Graue Schmiere (englisch Grey Goo) Szenario verarbeitet.

## Entwicklung
In die Entwicklung wurde Weta Workshop eingebunden. Weta steuerte zum visuellen Design bei. Ziel von Petroglyph war es das schwer zugängliche Genre Echtzeitstrategie Neulingen schmackhaft zu machen. Das Interface wird mit der bekannten Tastenkombination WASD bedient und erlaubt jederzeit die Produktion in der nächstgelegenen Fabrik. Für die Darstellung der namensgebenden Grey Goo wurde Displacement Mapping und Tessellation eingesetzt. Als Grafik-Schnittstelle wurde Direct X 11 verwendet. 2016 veröffentlichte Petroglyph ein kostenloses DLC, welches eine 4. Fraktion einführt.

## Spielprinzip
Die Fraktionen bauen auf einem fremden Planeten die Ressource Katalyst ab, um damit ihre Basis zu erweitern und Einheiten zu produzieren. Dabei verzichtet der Entwickler bewusst auf Mikromanagement. Die Fraktionen unterscheiden sich vorwiegend über den Basisbau: die außerirdischen Beta bauen ihre Gebäude an Verteilerpunkte, die frei auf der Karte platziert werden können. Die menschliche Fraktion muss ihre Gebäude über Energieknoten mit der Zentrale verbinden. Die Goo Fraktion besitzt überhaupt keinen Basisbau. Ihre Amöben bauen Ressourcen ab, können sich zerteilen und in spezialisierte Einheiten umwandeln. Auf der Karte gibt es Waldabschnitte, die Einheiten tarnen können.

## Rezeption
PC Games meint das Spiel bleibt hinter den Erwartungen zurück. Innerhalb der Spielmechanik fehle der Tiefgang. Für die Redakteure bei Gamestar vereinfache das Spiel zu stark, die Einheiten seien nicht unterscheidbar und die Kampagnenhandlung sei wenig mitreißend. Insbesondere mit der Fraktion aus grauem Schleim fehle Identifizierungspotenzial. Der ständige Frontenwechsel hingegen sorgt Anspannung.